# Тундриха (Алтайский край)
Ту́ндриха — село в Залесовском районе Алтайского края России. Административный центр Тундрихинского сельсовета.

## История
По сведениям переписи 1926 года в Списке населенных мест Сибирского края указан возможный год основания села Тундриха — 1825.
По данным краеведа Ю. С. Булыгина, село могло быть основано гораздо раньше, в 1788 году (Документы Центра хранения архивного фонда администрации Алтайского края), пишет в книге «Ойконимический словарь Алтая» исследователь топонимики Алтайского края Л. М. Дмитриева. Первыми жителями были переселенцы из европейской части России. Деревня называлась Ново-Тундриха, в начале основания — Шурыгина (Шурыгино), по фамилии первого поселенца. Это название используется жителями села и окрестных населённых пунктов до сих пор, отмечает исследователь.
Позднее село было переименовано и получило название по гидрониму — реке Тундрихе. Связь с историей наименования села в настоящее время утеряна, даже старожилы предполагают, что название село получило потому, что «...тундра кругом, торф, болотистые места».
В сентябре 1787 года крестьяне Иван Андреевич Шурыгин и Михайло Гаврилович Шурыгин, проживавшие в Белоярской слободе, нашли место в Чумышской слободе на речке Тундрихе и перебрались на новое место. В пятую ревизию, проходившую в 1795 году, в деревне Новая Тундриха проживали четверо мужчин и 12 душ женского пола. В шестую ревизию 1811 года была учтена деревня Тундриха Чумышской волости и 31 душа мужского пола.
В «Списке населенных мест Российской империи» 1868 года издания населённый пункт упомянут как заводская деревня Тундриха (Шурыгина) Барнаульского округа (1-го участка) Томской губернии при речке Тундрихе. В деревне имелось 25 дворов и проживало 82 человека (51 мужчина и 31 женщина).
В 1899 году в деревне Тундриха, относящейся к Залесовской волости Барнаульского уезда, имелось 90 дворов и проживало 453 человека (218 мужчин и 235 женщин). Функционировали мануфактурная лавка и сельский хлебозапасный магазин.
По состоянию на 1911 год деревня Тундриха включала в себя 119 дворов. Имелись деревянная церковь, две мануфактурные лавки, сельский хлебозапасный магазин, школа грамоты и маслодельный завод. Население на тот период составляло 653 человека. Деревянная Николаевская церковь, названная в честь святителя и чудотворца Николая была закрыта в 30-х годах XX века, а в 1952-м году перестроена, там находился сельский дом культуры 
В 1926 году в селе Тундриха имелось 301 хозяйство и проживало 1437 человек (692 мужчины и 745 женщин). В селе была школа I ступени и лавка общества потребителей. В административном отношении Тундриха являлась центром сельсовета Залесовского района Барнаульского округа Сибирского края.
В годы Великой Отечественной войны, с 1942 по 1944 в селе находился детский дом для испанских детей. Около сотни малышей и подростков из Валенсии и Барселоны в Тундрихе жили, учились, как могли, помогали фронту.

## География
Село находится в северо-восточной части Алтайского края, на берегах реки Тундриха (приток реки Чумыш), на расстоянии примерно 10 километров (по прямой) к западу от села Залесово, административного центра района. Абсолютная высота — 165 метров над уровнем моря.
Климат умеренный, континентальный. Средняя температура января составляет −19 °C, июля — +18 °C. Годовое количество атмосферных осадков — до 600 мм.

## Улицы
Уличная сеть села состоит из пяти улиц и одного переулка.

## Население
| 1997 | 1998 | 1999 | 2000 | 2001 | 2002 | 2003 |
| ---- | ---- | ---- | ---- | ---- | ---- | ---- |
| 762  | ↗770 | ↘750 | ↘740 | ↘725 | ↘682 | ↘651 |
| 2004 | 2005 | 2006 | 2007 | 2008 | 2009 | 2010 |
| ↘631 | ↗662 | ↘654 | ↘642 | ↘638 | ↘617 | ↘479 |
| 2011 | 2012 | 2013 |      |      |      |      |
| →479 | ↘469 | ↘441 |      |      |      |      |

Согласно результатам переписи 2002 года, в национальной структуре населения русские составляли 90 %.

## Инфраструктура
В селе функционируют крестьянско-фермерские хозяйства, ООО «Тундрихинское» (выращивает зерновые культуры, производит муку и тесто для выпечки), МУСХП «Современник» (выращивание зерна, разведение крупнорогатого скота), торговые компании. Есть основная общеобразовательная школа (филиал МКОУ Залесовская средняя общеобразовательная школа № 1), детский сад, фельдшерско-акушерский пункт (филиал КГБУЗ «Залесовская центральная районная больница»), сельская администрация, дом культуры и отделение Почты России.